# Éraflage

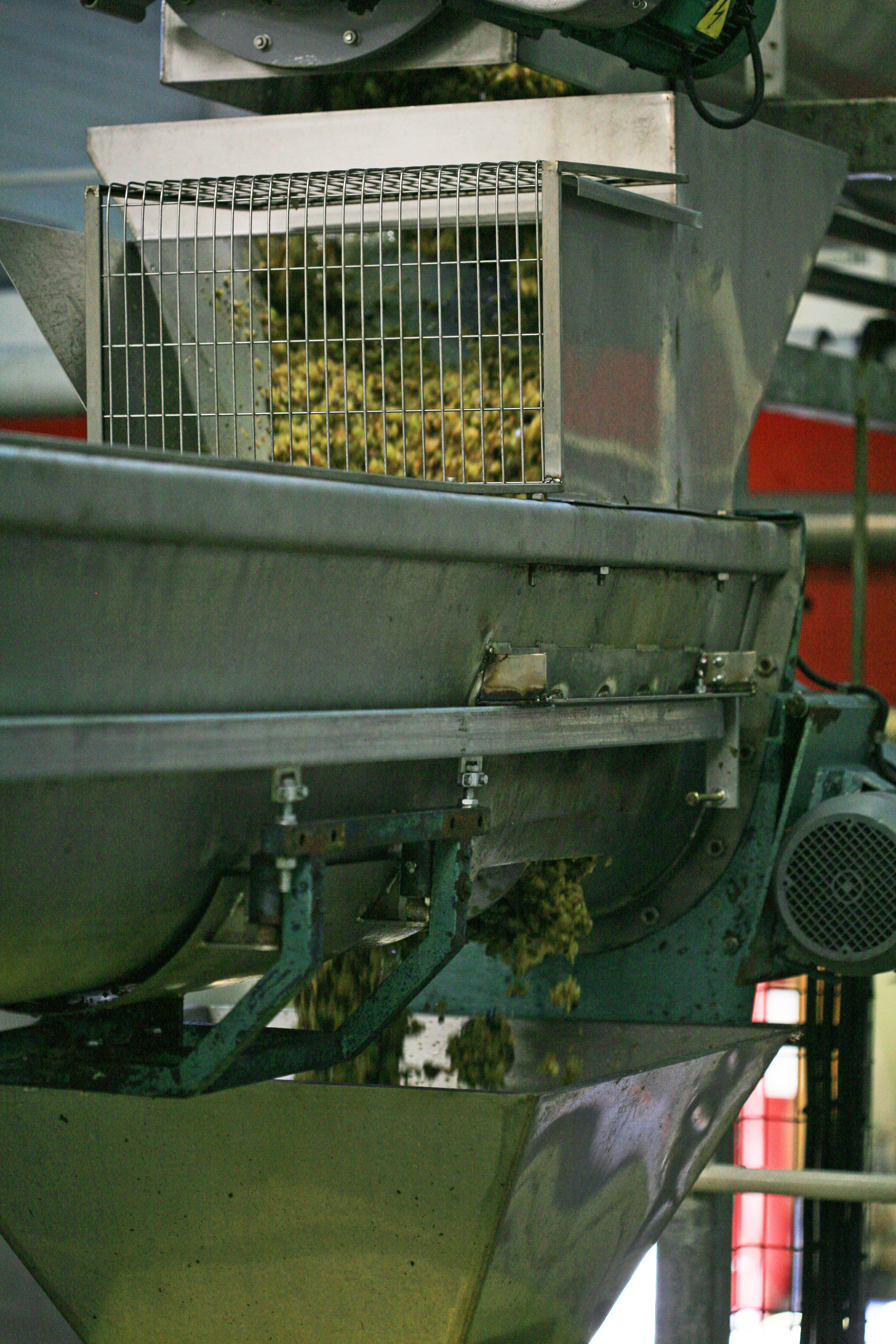
Machinerie pour l’éraflage dans la cave de Beaumes-de-Venise, Vaucluse, France

L’éraflage est l’action consistant, après la vendange, à séparer les grains de raisin de la rafle, support pédonculaire vert et ligneux qui structure et soutient la grappe. Il est réalisé grâce à un érafloir.
Si on laisse macérer la rafle, elle donne au jus de raisin un goût herbacé. L’éraflage n'est pas pratiqué systématiquement, certains vinificateurs choisissant ainsi de laisser macérer les grappes de raisin entières. Cette pratique produit généralement des vins plus structurés et plus tanniques qui demandent souvent à être conservés quelques années avant ouverture. Les vins issus d'un éraflage partiel ou total gagnent en « rondeur » et sont souvent de dégustation plus immédiate.
La machine à vendanger qui, par agitation des ceps de vigne, en arrache les grains de raisin réalise un éraflage de facto.